# Републикански път III-5031
Републикански път IIІ-5031 е третокласен път, част от Републиканската пътна мрежа на България, преминаващ изцяло по територията на Старозагорска област. Дължината му е 17 km.
Пътят се отклонява наляво при 5,4 km на Републикански път III-503 в югоизточната част на село Опан и се насочва на югоизток през източната част на Горнотракийската низина. Преминава през селата Венец и Разделна и в северозападната част на град Гълъбово се свързва с Републикански път III-554 при неговия 44,5 km.
| Пътища, отклоняващи се надясно (населено място, № на пътя, посока на пътя) | km   | Пътища, отклоняващи се наляво (посока на пътя, № на пътя, населено място) |
| -------------------------------------------------------------------------- | ---- | ------------------------------------------------------------------------- |
| Община Опан, III-503, 5,4 km, с. Опан ←                                    | 0,0  | ← с. Опан, 5,4 km, III-503, Община Опан                                   |
| с. Венец                                                                   | 3,7  | с. Венец                                                                  |
| Община Гълъбово                                                            | 4,9  | Община Гълъбово                                                           |
| с. Разделна                                                                | 8,5  | → с. Разделна, общински път (за с. Великово)                              |
| (до 331,4 km на I-8) III-554, 44,5 km, гр. Гълъбово ←                      | 17,0 | ← гр. Гълъбово, 44,5 km, III-554 (от гр. Нова Загора)                     |